# メカトロ甲子園
メカトロ甲子園（メカトロこうしえん）とは全国の工業高等学校生が、ネット上のeラーニングでメカトロニクス技術を競う競技会である。
高校生でも技能五輪全国大会のメカトロニクス職種に参加できるが企業チームのレベルが高い、費用がかかるなど参加しづらいといった現状があるため開催することとなった。
- 主催　ものづくり交流支援協会
- 後援　全国工業高等学校長協会

## 開催日
| 回数  | 開催日             |
| ----- | ------------------ |
| 第1回 | 2004年10月15～21日 |
| 第2回 | 2005年8月9日       |
| 第3回 | 2006年8月          |
| 第4回 | 2007年8月18日      |
| 第5回 | 2008年8月23日      |